# Елховка (Вольский район)
Елховка — село в Вольском районе Саратовской области в составе Куриловского муниципального образования.

## География
Находится на расстоянии примерно 4 километров по прямой на север от поселка Сенной.

## История
Основано в начале XVIII века.

## Население
Население составляло 241 человек в 2002 году (85% русские),  209 в 2010.